# Departament de Santa Bárbara
El departament de Santa Bárbara és un dels 18 departaments en què es divideix Hondures. Al nord limita amb la República de Guatemala, al sud amb els departament de Lempira, Intibucá i Comayagua i a l'oest novament amb Guatemala i Copán dividit per la Sierra de l'Espíritu Santo.

## Història
El departament de Santa Bàrbara va ser un dels set departaments originalment creats pel primer cap d'estat d'Hondures, Llicenciat Dionisio de Herrera el 28 de juny de 1825. Posteriorment, sent President Domingo Vásquez va realitzar una divisió al departament i va crear el departament de Cortés en data 4 de juliol de 1893. La seva capital departamental és a ciutat de Santa Bárbara, la població d'aquest departament és d'aproximadament uns 400,000 habitants.

## Divisió administrativa
Aquest departament, està dividit en 28 municipis i posseeix unes 312 llogarets i més de 1000 caserius, es troba localitzat en la part nord-occidental d'Hondures.

### Municipis
1. Arada
2. Atima
3. Azacualpa
4. Ceguaca
5. Chinda
6. Concepción del Norte
7. Concepción del Sur
8. El Nispero
9. Gualala
10. Ilama
11. Las Vegas
12. Macuelizo
13. Naranjito
14. Nueva Frontera
15. Nuevo Celilac
16. Petoa
17. Protección
18. Quimistán
19. San Francisco de Ojuera
20. San José de Colinas
21. San Luis
22. San Marcos
23. San Nicolás
24. San Pedro Zacapa
25. Santa Bárbara
26. Santa Rita
27. San Vicente Centenario
28. Trinidad